# Efferia subcuprea
Efferia subcuprea este o specie de muște din genul Efferia, familia Asilidae. A fost descrisă pentru prima dată de Schaeffer în anul 1916. Conform Catalogue of Life specia Efferia subcuprea nu are subspecii cunoscute.